# Soul psicodélico
Soul psicodélico es un concepto usado para categorizar la música que contenía elementos de Música psicodélica y soul. Tuvo su apogeo durante fines de los sesenta y comienzos de los setenta.
Este género usualmente es conectado a artistas como Sly & the Family Stone y Funkadelic, los cuales usualmente son categorizados como artistas de soul / funk pero es claro que tienen fuertes influencias de la psicodelia en su música. Otros que experimentaron con este estilo fueron The Temptations y su productor Norman Whitfield, War, The Undisputed Truth, The Fifth Dimension y Stark Reality, los cuales siguieron el camino trazado por Sly & the Family Stone. El soul psicodélico envió el soul hacia un sonido más fuerte, trazando el camino hacia el funk más puro y el disco.
Una importante banda en este aspecto fue Funkadelic, liderada por George Clinton, la cual mezclaba el soul y el funk de fines de los sesenta y principios de los setenta con solos de guitarra eléctrica distorsionada y efectos de sonido psicodélicos junto con imágenes surreales y elaboradas puestas en escena con disfraces que procuraban evocar la locura colectiva en los conciertos. Esto ocurría especialmente en sus primeros álbumes. Funkadelic en esta forma extendió el legado de Jimi Hendrix, el cual no fue solo influencia en el rock psicodélico sino también en el jazz fusión. El mismo Hendrix giraba hacia una mayor influencia del soul en sus trabajos a partir del álbum en vivo Band of Gypsies, en el cual actuaba con otros dos músicos de raza negra y contenía características influenciadas por el soul de fines de los sesenta.

## Grupos
A continuación se ofrece una lista de los grupos más representativos del género:
- The Chi-Lites.
- Funkadelic.
- Curtis Mayfield.
- Parliament.
- Sly & the Family Stone.
- The Temptations.
- Arthur Brown.
- The Chambers Brothers.
- Earth, Wind & Fire.
- Jimi Hendrix.
- The Isley Brothers.
- Rotary Connection.
- Edwin Starr.
- Norman Whitfield.
- Stevie Wonder.
- The Friends of Distinction.
- Fugi.
- Shuggie Otis.
- The Undisputed Truth.
- The 5th Dimension.
- Black Pumas.